# Premi Nacional de les Lletres Espanyoles
El Premi Nacional de les Lletres Espanyoles (en castellà: Premio Nacional de las Letras Españolas) és un premi literari atorgat pel Ministeri d'Educació, Cultura i Esports. S'atorga en reconeixement del conjunt de l'obra literària d'un escriptor espanyol viu, en qualsevol de les llengües oficials de l'Estat. Està dotat amb 40.000 euros (any 2019) i fou creat el 1984.

## Guanyadors

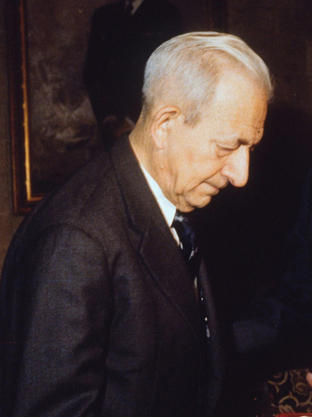
Joan Coromines, premiat el 1989

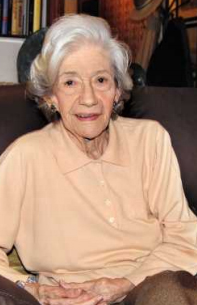
Ana María Matute, premiada el 2007

- 1984 Josep Vicenç Foix
- 1985 Julio Caro Baroja
- 1986 Gabriel Celaya
- 1987 Rosa Chacel
- 1988 Francisco Ayala
- 1989 Joan Coromines
- 1990 José Hierro
- 1991 Miguel Delibes
- 1992 José Jiménez Lozano
- 1993 Carlos Bousoño
- 1994 Carmen Martín Gaite
- 1995 Manuel Vázquez Montalbán
- 1996 Antonio Buero Vallejo
- 1997 Francisco Umbral
- 1998 Pere Gimferrer
- 1999 Francisco Brines
- 2000 Martí de Riquer
- 2001 Miquel Batllori
- 2002 Joan Perucho
- 2003 Leopoldo de Luis
- 2004 Félix Grande Lara
- 2005 José Manuel Caballero Bonald
- 2006 Raúl Guerra Garrido
- 2007 Ana María Matute
- 2008 Juan Goytisolo
- 2009 Rafael Sánchez Ferlosio
- 2010 Josep Maria Castellet
- 2011 José Luis Sampedro
- 2012 Francisco Rodríguez Adrados
- 2013 Luis Goytisolo
- 2014 Emilio Lledó Íñigo
- 2015 Carme Riera Guilera
- 2016 Juan Eduardo Zúñiga Amaro
- 2017 Rosa Montero
- 2018 Francisca Aguirre[2]
- 2019 Bernardo Atxaga
- 2020 Luis Mateo Díez
- 2021 José María Merino
- 2022 Luis Landero